# Spittelbrunnen
Koordinaten: 51° 10′ 50,1″ N, 10° 23′ 12″ O
Der Spittelbrunnen ist ein Hungerbrunnen, also eine periodisch Wasser führende Karstquelle, im Norden des Hainich bei Mühlhausen in Thüringen.

## Beschreibung

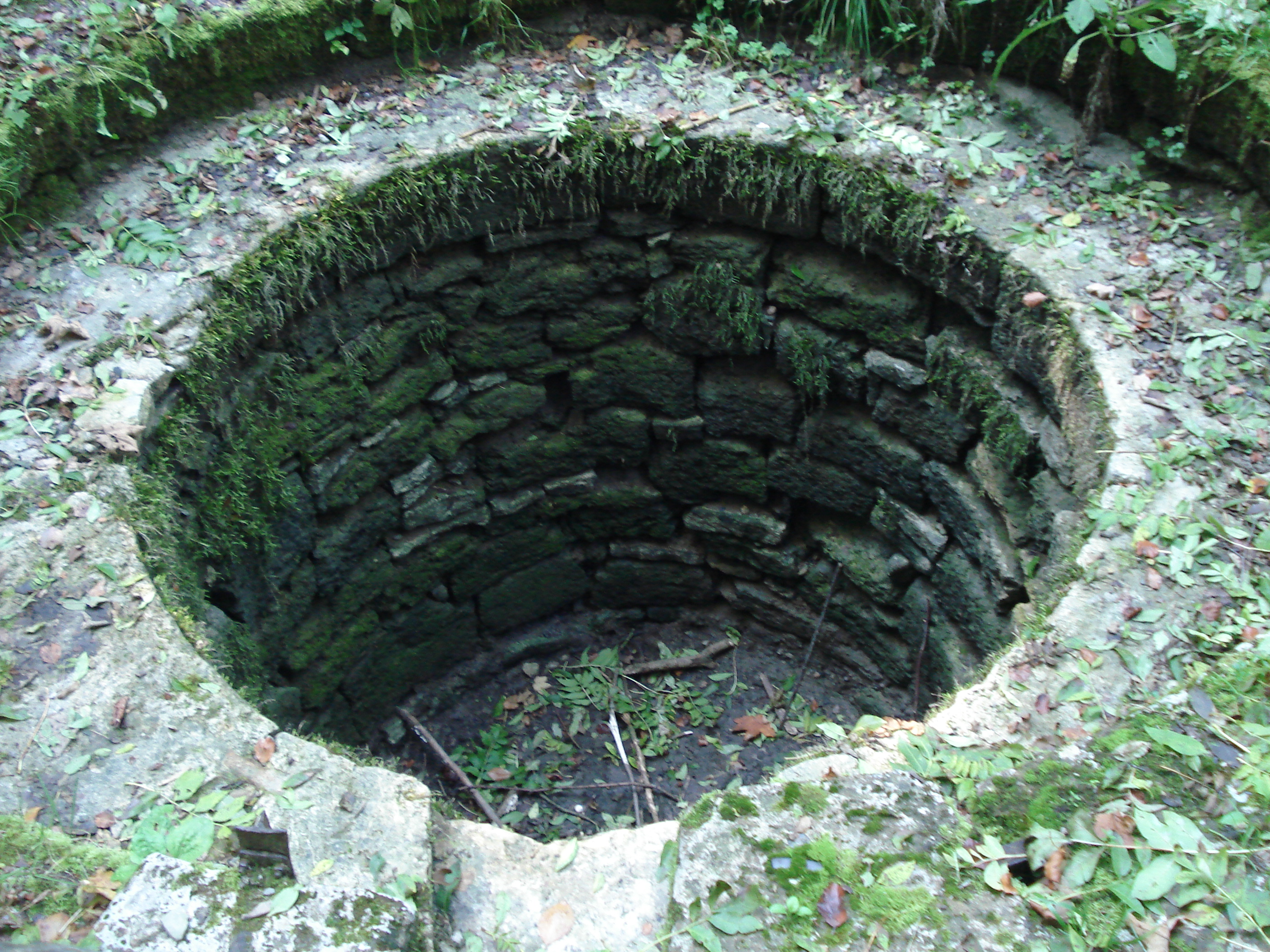
Ausgetrockneter Spittelbrunnen

Der nur nach längeren Regengüssen schüttende Spittelbrunnen liegt im Mühlhäuser Stadtwald südwestlich der Kernstadt und ist mit Muschelkalkquadern ausgemauert. Die Quellfassung hat einen Durchmesser von ungefähr eineinhalb Metern und ist etwa zwei Meter tief. Der Brunnen hat seinen Namen vom ehemals dort liegenden Dorf Spudelborn, das bereits im 13. Jahrhundert aufgegeben wurde. Der abfließende Spittelgraben läuft nach Osten und geht bei Weidensee in den Felchtaer Bach über, einen Nebenbach der Unstrut.